# 城市围棋联赛
城市围棋联赛（简称：城围联）（英：City Weiqi League）是华智城围联体育产业股份公司主办的围棋赛，由中国围棋协会指导。它是首个采取市场化运作、具有自主品牌的大型围棋赛事。城围联是采用接力形式（类似队际赛）的团体赛，比赛分序盘（1-60手）、中盘（61-141手）和收官（142手以后）三个阶段，各阶段须换不同棋手上场用电脑进行比赛，每方40分钟，每下一步棋增加10秒。此外每方还有各3次暂停及、3次换人机会。

## 2015-2016赛季
允许业余棋手及等级分150名后的职业棋手参加，共有来自16座城市18支队伍参赛，

### 奖金
冠军奖金80万，亚军38万，季军28万，第4名18万，并列第5名（4队）8万元人民币。

### 总决赛
冠亚军决赛：
| 时间          | 地点             | 胜者             | 结果     | 负者             |
| ------------- | ---------------- | ---------------- | -------- | ---------------- |
| 2016年2月27日 | 南宁南国弈园     | 南宁怡亚通天元队 | 黑中盘胜 | 成都恒泰队       |
| 2016年3月5日  | 成都望江宾馆     | 成都恒泰队       | 黑中盘胜 | 南宁怡亚通天元队 |
| 2016年3月27日 | 北京国际会议中心 | 南宁怡亚通天元队 | 黑中盘胜 | 成都恒泰队       |

季军贵安天元队，第4名长沙合和队

## 2016-2017赛季
24支队（俱乐部）参赛

### 奖金
季后赛八强的总奖金金额为228万元人民币（约4亿韩元），其中冠军88万元人民币，亚军46万元人民币，季军32万元人民币，殿军22万元人民币。

### 总决赛三番棋
上海卓美亚喜马拉雅酒店
冠亚军决赛
| 时间              | 胜者                 | 结果     | 负者                 |
| ----------------- | -------------------- | -------- | -------------------- |
| 2017年2月25日上午 | 北海弈海清风队       | 黑中盘胜 | 首尔乌鹭(Cyberoro)队 |
| 2017年2月25日下午 | 首尔乌鹭(Cyberoro)队 | 黑中盘胜 | 北海弈海清风队       |
| 2017年2月26日上午 | 首尔乌鹭(Cyberoro)队 | 白中盘胜 | 北海弈海清风队       |

季军决赛：
武汉丰达队黑2¾子胜广州华夏汇队。

## 2017赛季
2017年6月24日-25日，揭幕战系列活动在广西南宁国际会展中心开幕。共有30个城市的32支队伍参加，这30个城市分别是北京、上海、天津、深圳、西安、南京、成都、武汉、广州、长沙、杭州、南昌、南宁、贵阳、昆明、海口、重庆、景德镇、衢州、宁波、北海、台北、香港、澳门、曼谷、新加坡市、首尔、大阪、多伦多、悉尼，是目前世界上覆盖面最广的围棋联赛。

## 2018赛季
2018年5月18日第一轮：
　　A区-B区
　　北京星天地 负 长沙隐智
　　成都一名微晶 胜 绍兴上虞余坤置业
　　天津鹏峰广汽新能源 胜 新加坡富林建设
　　澳门星云 负 宁波疏浅
　　C区-D区
　　海口银湾 负 衢州弈谷
　　多伦多利加利华 负 深圳前之海
　　广州中城智建 胜 悉尼联盟
　　桂林正和 负 上海中国天楹
　　E区-F区
　　杭州卓尚服饰 负 景德中药
　　贵阳弈源 胜 柳州文旅
　　大阪创新生物 胜 台北华保盛
　　南宁天元 负 福州博思绿华
　　G区-H区
　　武汉中合 负 贵安天元
　　曼谷贵人 负 北海弈海清风
　　西安纹枰 胜 巴黎寰宇上醫
　　南昌天强 负 南京苏中建设
　　第二轮：
　　A区-B区
　　绍兴上虞余坤置业 胜 北京星天地
　　长沙隐智 胜 成都一名微晶
　　宁波疏浅 胜 天津鹏峰广汽新能源
　　新加坡富林建设 胜 澳门星云
　　C区-D区
　　深圳前之海 胜 海口银湾
　　衢州弈谷 胜 多伦多利加利华
　　上海中国天楹 胜 广州中城智建
　　悉尼联盟 负 桂林正和
　　E区-F区
　　柳州文旅 胜 杭州卓尚服饰
　　景德中药 胜 贵阳弈源
　　福州博思绿华 负 大阪创新生物
　　台北华保盛 负 南宁天元
　　G区-H区
　　北海弈海清风 负 武汉中合
　　贵安天元 胜 曼谷贵人
　　南京苏中建设 胜 西安纹枰
　　巴黎寰宇上醫 负 南昌天强

## 2019赛季

### 常规赛

#### 第1轮
广西柳州柳钢会务中心

#### 第3轮
5月26日上午9：00
　　A区
　　南京 胜 景德镇
　　洛杉矶 胜 天津
　　西安 胜 北京
　　福州 负 曼谷
　　B区
　　新加坡 负 上海
　　昆明 负 武汉
　　贵阳 胜 大阪
　　北海 胜 中華台北
　　C区
　　宁波 胜 悉尼
　　郑州 负 柳州
　　深圳 胜 成都
　　长沙 胜 巴黎
　　D区
　　广州 胜 南宁
　　衢州 负 桂林
　　多伦多 负 澳门
　　南昌 负 杭州

### 总决赛
南京2比0北海